# Salma Hale
Salma Hale (* 7. März 1787 in Alstead, Cheshire County, New Hampshire; † 19. November 1866 in Somerville, Massachusetts) war ein US-amerikanischer Politiker. Zwischen 1817 und 1819 vertrat er den Bundesstaat New Hampshire im US-Repräsentantenhaus.
Neben seiner politischen Tätigkeit verfasste er das bei Zeitgenossen populäre Buch History of the United States of America.

## Werdegang
Nach seiner Schulzeit arbeitete Salma Hale als Drucker. Im Jahr 1805 gab er die Zeitung "Walpole Political Observatory" heraus. Danach studierte er Jura. Seine Zulassung zum Rechtsanwalt erfolgte aber erst im Jahr 1834. Vor seinem im Jahr 1813 erfolgten Umzug nach Keene war Hale Verwaltungsangestellter am Berufungsgericht im Cheshire County.
Politisch war Hale Mitglied der Demokratisch-Republikanischen Partei. Bei den Kongresswahlen des Jahres 1816, die staatsweit abgehalten wurden, wurde er für das vierte Abgeordnetenmandat von New Hampshire in das US-Repräsentantenhaus in Washington, D.C. gewählt. Dort trat er am 4. März 1817 die Nachfolge von Roger Vose von der oppositionellen Föderalistischen Partei an. Da er im Jahr 1818 auf eine erneute Kandidatur verzichtete, konnte er bis zum 3. März 1819 nur eine Legislaturperiode im Kongress absolvieren.
Zwischen 1817 und 1834 war Hale Verwaltungsangestellter am Obersten Gerichtshof von New Hampshire. In den Jahren 1823, 1828 und 1844 saß er als Abgeordneter im Repräsentantenhaus von New Hampshire. Zwischen 1824 und 1825 sowie von 1845 bis 1846 war er Mitglied des Staatssenats. Salma Hale war nach dem Frieden von Gent, der 1814 den Britisch-Amerikanischen Krieg beendete, Sekretär einer Kommission, die die nordöstliche Grenze zwischen den Vereinigten Staaten und Kanada festlegte. Hale veröffentlichte auch einige Schulbücher über die damals noch junge US-Geschichte. Er starb im November 1866 in Massachusetts und wurde in Keene beigesetzt.